# توماس فرانكلين دانيال
توماس فرانكلين دانيال (بالإنجليزية: Thomas Franklin Daniel)‏ هو عالم نبات أمريكي، ولد في 1954.